# Fort Stockton
Fort Stockton és una població dels Estats Units a l'estat de Texas. Segons el cens del 2000 tenia 7.846 habitants.

## Demografia
Segons el cens del 2000, Fort Stockton tenia 7.846 habitants, 2.790 habitatges, i 2.106 famílies. La densitat de població era de 591,7 habitants/km².
Dels 2.790 habitatges en un 39,2% hi vivien nens de menys de 18 anys, en un 58,1% hi vivien parelles casades, en un 13,3% dones solteres, i en un 24,5% no eren unitats familiars. En el 21,7% dels habitatges hi vivien persones soles el 9,6% de les quals corresponia a persones de 65 anys o més que vivien soles. El nombre mitjà de persones vivint en cada habitatge era de 2,78 i el nombre mitjà de persones que vivien en cada família era de 3,25.
Per edats la població es repartia de la següent manera: un 30,1% tenia menys de 18 anys, un 9,9% entre 18 i 24, un 25,6% entre 25 i 44, un 20,8% de 45 a 60 i un 13,6% 65 anys o més.
L'edat mediana era de 33 anys. Per cada 100 dones de 18 o més anys hi havia 89,9 homes.
La renda mediana per habitatge era de 27.713 $ i la renda mediana per família de 30.941 $. Els homes tenien una renda mediana de 25.735 $ mentre que les dones 17.885 $. La renda per capita de la població era de 12.834 $. Aproximadament el 19,7% de les famílies i el 22,3% de la població estaven per davall del llindar de pobresa.

## Poblacions més properes
El següent diagrama mostra les poblacions més properes.